# ڭ

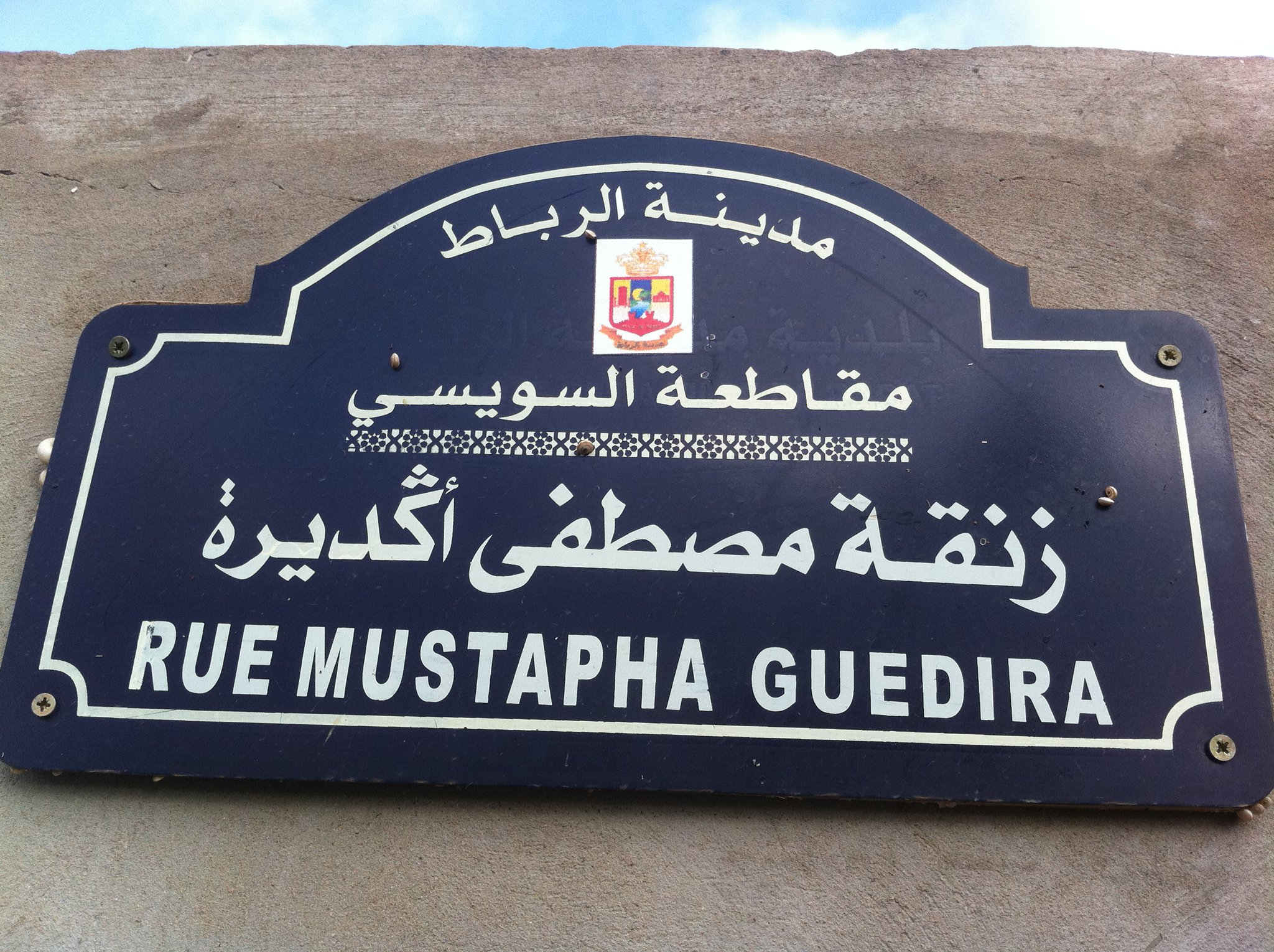
الكاف المثلثة على لافتة بإحدى طرقات الرباط.

الكاف المثلثة (ڭ) أو الڭاف حرف من الحروف الإضافية في الأبجدية العربية. يشبه في طريقة كتابته حرف الكاف لكن بإضافة ثلاث نقاط أعلى الحرف، لا يستخدم هذا الحرف في اللغة العربية الفصحى لكنه يستخدم في بعض اللغات التي تستخدم الأبجدية العربية في تمثيل الأصوات ومنها:
- الأبجدية العثمانية والتترية وكان يلفظ نونًا بغُنَّة وهو صوت يسميه علماء الألسن ب الطبقي الأنفي.
- يستخدم بشكل رسمي في المملكة المغربية وموريتانيا ويلفظ كالجيم المصرية (صوت طبقي وقفي مجهور)، أما في الجزائر وتونس فالمُستعمل القاف المثلثة.

## الكتابة
| الموقع من الكلمة: | معزول | بدائي | وسطي | نهائي |
| ----------------- | ----- | ----- | ---- | ----- |
| شكل الحرف:        | ڭ     | ڭـ    | ـڭـ  | ـڭ    |